# Михеевка (Минская область)
Михеевка (бел. Міхееўка) — деревня в Борисовском районе Минской области Беларуси. Входит в состав Моисеевщинского сельсовета.

## География
Деревня находится в северо-восточной части Минской области, при автодороге Н-8086, на расстоянии приблизительно 38 километров (по прямой) к северо-востоку от города Борисов, административного центра района. Абсолютная высота — 197 метров над уровнем моря. Площадь населённого пункта — 0,1939 км².

## История
Известна с XVIII века. В 1897 году входила в состав Борисовского уезда Минской губернии, насчитывалось 28 дворов и 164 жителя.
По состоянию на 1909 год, в Михеевке имелось 14 дворов и проживало 204 человек. В административном отношении деревня входила в состав Холопеничской волости.
С 20 августа 1924 года в составе Трояновского сельсовета Борисовского района. В 1930-х годах, в ходе проведения коллективизации, был образован колхоз «Заря». С 26 августа 1959 года до 17 августа 1963 года деревня входила в состав Моисеевщинского сельсовета, до 28 мая 2013 года — в состав Трояновского сельсовета.

## Население
По данным переписи 2019 года, в деревне проживал 1 человек.
| Год  | Население, человек |
| ---- | ------------------ |
| 1800 | 117                |
| 1897 | ↗ 164              |
| 1909 | ↗ 204              |
| 1917 | ↗ 209              |
| 1926 | ↘ 192              |
| 1960 | ↘ 115              |
| 1988 | ↘ 70               |
| 2008 | ↘ 3                |
| 2009 | ↘ 2                |
| 2019 | ↘ 1                |